# Meliton Pienczykowski
Meliton Pienczykowski byl rakouský politik polské národnosti z Haliče, během revolučního roku 1848 poslanec Říšského sněmu.

## Biografie
Roku 1849 se uvádí jako Meliton Pienczykowsky, statkář v obci Medvedivci (pol. Medwedowce).
Během revolučního roku 1848 se zapojil do veřejného dění. Ve volbách roku 1848 byl zvolen i na ústavodárný Říšský sněm. Zastupoval volební obvod Kryvče (pol. Krzywcze). Tehdy se uváděl coby statkář. Náležel ke sněmovní pravici.